# Тертешешть
Тертешешть, Тертешешті (рум. Tărtășești) — село у повіті Димбовіца в Румунії. Входить до складу комуни Тертешешть.
Село розташоване на відстані 27 км на північний захід від Бухареста, 47 км на південний схід від Тирговіште, 121 км на південь від Брашова.

## Населення
За даними перепису населення 2002 року у селі проживали 2142 особи.
Національний склад населення села:
| Національність | Кількість осіб | Відсоток |
| -------------- | -------------- | -------- |
| румуни         | 2121           | 99,0%    |
| цигани         | 21             | 1,0%     |

Рідною мовою назвали:
| Мова      | Кількість осіб | Відсоток |
| --------- | -------------- | -------- |
| румунська | 2125           | 99,2%    |
| циганська | 17             | 0,8%     |